# Amt Mittleres Nordfriesland
La comunità amministrativa di Mittleres Nordfriesland (Amt Mittleres Nordfriesland) si trova nel circondario della Frisia Settentrionale nello Schleswig-Holstein, in Germania.

## Suddivisione
Comprende 19 comuni:
1. Ahrenshöft (523)
2. Almdorf (529)
3. Bargum (645)
4. Bohmstedt (755)
5. Bordelum (2 001)
6. Bredstedt, città (5 624)
7. Breklum (2 295)
8. Drelsdorf (1 266)
9. Goldebek (371)
10. Goldelund (410)
11. Högel (452)
12. Joldelund (763)
13. Kolkerheide (73)
14. Langenhorn (3 352)
15. Lütjenholm (347)
16. Ockholm (294)
17. Sönnebüll (280)
18. Struckum (1 018)
19. Vollstedt (177)

Il capoluogo è Bredstedt.
(Tra parentesi i dati della popolazione al 31 dicembre 2021)